# エクイタブル生命ビル
エクイタブル生命ビル (Equitable Life Assurance Building) は、アメリカ合衆国ニューヨーク市ロウアー・マンハッタンにかつて存在したオフィスビルである。シカゴのホーム・インシュアランス・ビルとともに高層ビルの先駆けと言われている。

## 概要
このビルは、世界初の生命保険会社であるエクイタブル生命保険 (en) の本社ビルとして1870年5月1日にニューヨーク市マンハッタン区ブロードウェイ120号に竣工した。en:Henry Baldwin Hydeのリーダーシップによって、乗客用エレベーターを大々的に設置した最初のオフィスビルである。全高40mで世界初の高層ビルとみなされることもある。建築家はen:Arthur Gilmanおよびen:Edward H. Kendall、技術コンサルティングはジョージ・B・ポストであり、水圧式エレベータがエリシャ・オーチスカンパニーによって製造された。

## 火事による崩落
このビルは、耐火性能を謳っていたが、1912年1月9日の大火事によって崩落した。ニューヨークの非常に寒い冬の気候により、消防車の放水ホースは凍っていて役に立たず、6人が死亡した。

## 新しいビル
現在のエクイタブルビル (en) は同じ場所に1915年に竣工した。設計はErnest R. Graham & Associatesによる。非常に大容量の新しいビルはニューヨーク市の1916年区画整備決議の主要な推進力となった。